# Tony Kanaan
Antoine Rizkallah Kanaan Filho, (născut la data de 31 decembrie 1974 în Salvador, Bahia, Brazilia) este un pilot de curse care participă în IndyCar din sezonul 2002 și a câștigat aceastǎ competiție în sezonul 2004.

## Cariera în IndyCar
| Sezon | Echipă                | Puncte | Loc clasament general |
| ----- | --------------------- | ------ | --------------------- |
| 2002  | Mo Nunn Racing        | 2      | 50                    |
| 2003  | Andretti Green Racing | 476    | 4                     |
| 2004  | Andretti Green Racing | 618    | 1                     |
| 2005  | Andretti Green Racing | 548    | 2                     |
| 2006  | Andretti Green Racing | 384    | 6                     |
| 2007  | Andretti Green Racing | 576    | 3                     |
| 2008  | Andretti Green Racing | 513    | 3                     |
| 2009  | Andretti Green Racing | 386    | 6                     |
| 2010  | Andretti Autosport    | 453    | 6                     |
| 2011  | KV Racing Technology  | 366    | 5                     |
| 2012  | KV Racing Technology  | 351    | 9                     |
| 2013  | KV Racing Technology  | 397    | 11                    |